# Karen Corr
Karen Corr (* 10. November 1969 in Ballymoney) ist eine nordirische Poolbillard- und frühere Snooker- und English-Billiards-Spielerin.

## Karriere

### Im Snooker
Corr wuchs zusammen mit ihrem Bruder in der Nähe von Maghera auf, bis sie im Alter von acht Jahren mit ihrer Familie nach England umzog. Im Alter von 14 Jahren trat sie zusammen mit ihrem Vater und ihrem Bruder in einen Snookerclub ein und wurde schnell zu einer der besten Snookerspielerinnen Englands. Im Alter von 15 Jahren nahm sie an einem Turnier in Leicester teil, welches das erste von vielen wurde.

#### Anfänge
Nachdem Corr 1989 erfolglos versucht hatte, sich über die WPBSA Pro Ticket Series für die Profitour im Snooker zu qualifizieren, gewann sie 1990 mit einem 7:4-Sieg über Stacey Hillyard die Snookerweltmeisterschaft der Frauen. Ein Jahr später musste sie zwar ihren Titel an Allison Fisher abgeben, jedoch erreichte sie beim Fraueneinzelwettbewerb des World Masters das Finale und gewann das Turnier durch einen 6:2-Sieg über Stacey Hillyard das Turnier.

#### Erste Profijahre
Zur Saison 1991/92, als sich die Profitour öffnete, wurde Corr Profispielerin im Snooker. Jedoch konnte sie lediglich fünf Auftaktspiele gewinnen und verlor alle restliche Partien, unter anderem unterlag sie Alex Borg, Mark Davis und Graham Horne. Auf der Weltrangliste war sie in der folgenden Saison auf dem 375. Platz platziert.
In der Saison 1992/93 konnte Corr beim Grand Prix, bei den Asian Open und in der Qualifikation für die Snookerweltmeisterschaft jeweils zwei Spiele gewinnen, des Weiteren gelangen ihr bei den European Open, bei den British Open und bei den International Open jeweils ein Sieg. Alle anderen dreizehn Spiele verlor sie. Auf der Weltrangliste konnte sie sich um drei Plätze auf Rang 372 verbessern.
Jedoch fuhr sie ihr Engagement auf der Tour mit der Saison 1993/94 drastisch herunter, als sie lediglich an der Benson & Hedges Championship und an der Qualifikation für die Snookerweltmeisterschaft teilnahm, wobei sie beide Male ihre Auftaktspiele verlor. Auf der Weltrangliste rutschte sie auf Platz 397 ab.

#### Langsames Ende der Profikarriere
In der folgenden Saison 1994/95 nahm Corr an keinem einzigen Profiturnier teil, wodurch sie auf Platz 546 abstürzte. Dafür gewann sie mit einem 6:3-Sieg über Kim Shaw erneut die Snookerweltmeisterschaft der Frauen.
Mit der Saison 1995/96 erhöhte sie die Zahl ihrer Turnierteilnahmen wieder, jedoch konnte sie lediglich bei der UK Championship, bei den European Open und in der Qualifikation für die Snookerweltmeisterschaft jeweils zwei Spiele gewinnen, die Restlichen verlor sie. Auf der Weltrangliste konnte sie sich um mehr als 100 Plätze auf Rang 424 verbessern.
1996 erreichte sie das Finale der Snookereuropameisterschaft der Frauen, was sie allerdings mit 3:6 gegen Kelly Fisher verlor, ein Jahr später revanchierte sich Corr mit genau dem gleichen Ergebnis im Finale der Snookerweltmeisterschaft der Frauen.
Die nächste professionelle Snooker-Saison verlief insgesamt etwas besser als die vorherige, auch wenn sie bei fünf von sieben Turnieren ihre Auftaktspiele verlor. Jedoch gewann sie bei der UK Championship zwei und bei den German Open drei Spiele, wodurch sie auf der Weltrangliste auf Rang 370 kletterte.
Im Rahmen der Saison 1997/98 nahm Corr an lediglich drei Turnieren teil, wobei sie bei der Benson & Hedges Championship und in der Qualifikation für die Snookerweltmeisterschaft jeweils zwei und beim ersten Event der UK Tour drei Spiele gewann. Zum Saisonende wurde sie auf Platz 336 der Weltrangliste gelistet, jedoch bestritt sie in der folgenden Saison kein einziges Spiel mehr und war dennoch zum Ende der Saison 1998/99 auf Weltranglistenplatz 292 gelistet. Danach beendete sie ihre professionelle Snookerkarriere.

#### Ausklingen der Snookerkarriere mit mehreren Amateurerfolgen
Direkt im Jahr 1998 verlor Corr im Finale der Snookerweltmeisterschaft der Frauen mit 0:5 gegen Kelly Fisher.  Kurz danach gewann sie mit einem 5:2-Sieg über Kelly Fisher die Snookereuropameisterschaft der Frauen, ehe sie im Finale der Weltmeisterschaft mit 2:4 an ihr scheiterte. Danach beendete sie ihre Snookerkarriere und wandte sich der WPBA-Tour zu.

### Karriere im Poolbillard
Im Jahr 1998 zog Corr in die Vereinigten Staaten in Amerika um, um eine Karriere im 9-Ball zu beginnen. Schon damals, als sie ihre ersten Spiele auf der Women’s Professional Billiard Association Classic Tour spielte, war sie für ihre präzisen Schüsse und ihre starken Nerven bekannt. Corr qualifizierte sich schnell für die WPBA-Tour und stieg schnell in die Weltspitze auf, sodass sie nur sechs Monate später auf dem 24. Weltranglistenplatz stand; 1999 war sie schließlich die Vierte der Weltrangliste. Ein Jahr später gewann sie ihre ersten Titel und stieg schließlich zur Weltranglistenführenden auf. 2001 wurde sie vom Pool & Billiard Magazine and Billiards Digest zur Spielerin des Jahres ernannt.
In den folgenden Jahren gewann sie insgesamt 15 Turniere der Classic Tour, vier BCA Opens, jeweils drei nationale Meisterschaften und Tournaments of Champions und einen Titel auf der Joss Northeast Tour sowie zahlreiche andere internationale und nationale Turniere. Des Weiteren stand sie sechs Mal im Finale der 9-Ball-WM der Damen, ein Mal im Finale der Europameisterschaft im 8-Ball sowie im Finale des 9-Ball-Wettbewerbs bei den World Games 2001, jedoch unterlag sie in diesen Endspielen. 2011 verließ sie die Profitour, als ihre in England lebende Mutter Diane schwer krank wurde. Nach dem Tod dieser im Juli 2012 versuchte sie einen erneuten Anlauf, zugleich wurde sie in die Hall of Fame des Billiard Congress of America aufgenommen.

### Karriere im English Billiards
Parallel zum Snooker spielte Corr ebenfalls English Billiards, wo sie 1998 und 1999 Weltmeisterin wurde. 1999 war erneut Kelly Fisher ihre Gegnerin.